# تیم ملی بسکتبال لهستان
تیم ملی بسکتبال لهستان،تیم ملی بسکتبال کشور لهستان است که زیر نظر فدراسیون بسکتبال لهستان در مسابقات مختلف شرکت می‌کند.

## تاریخچه
بازیهای المپیک تابستانی سال ۱۹۳۶اولین رقابتی بود که لهستان در آن شرکت کرد. آنها سرانجام در این ۲۳ مسابقه ،  چهارم شدند